# Critical Review
Critical Review. An interdisciplinary journal of politics and society ist eine wissenschaftliche Fachzeitschrift. Seit 1986 wird sie von der Critical Review Foundation unter Leitung des Politikwissenschaftlers Jeffrey Friedman herausgegeben. Sie erscheint beim Routledge-Verlag.
Anspruch der Zeitschrift ist es, gängige politik- und sozialwissenschaftliche Theorien mit einem interdisziplinären Ansatz kritisch zu hinterfragen. Es werden Forschungsarbeiten, Übersichtsarbeiten, Essays, Konferenzbeiträge und Antworten auf frühere Artikel veröffentlicht. Das Critical Review richtet sich sowohl an Wissenschaftler und Studenten als auch an interessierte Laien.